# Заслуженный лесовод РСФСР
Заслуженный лесовод РСФСР — государственная награда РСФСР, почётное звание присваивалось Президиумом Верховного Совета РСФСР и являлось одной из форм признания государством и обществом заслуг высококвалифицированных специалистов-лесоводов лесхозов и леспромхозов, лесных и плодовых питомников, совхозов, колхозов, научно-исследовательских, лесоустроительных, проектно-изыскательских и других организаций и учреждений по лесному хозяйству, проработавшим по специальности не менее 10 лет и имеющим крупные заслуги в развитии лесного хозяйства.
Почётное звание было установлено Указом Президиума Верховного Совета РСФСР от 28 декабря 1960 года «Об установлении почетного звания заслуженного лесовода РСФСР» и отменено Указом Президента Российской Федерации от 30 декабря 1995 года № 1341, установившего почётные звания Российской Федерации .
С 1995 года установлено почётное звание «Заслуженный лесовод Российской Федерации»